# Guerra do Alto Carabaque (1988–1994)
A Guerra do Alto Carabaque (em armênio/arménio: Լեռնային Ղարաբաղ; romaniz.: Nagorno-Karabakh) ou Carabaque Montanhoso (em azeri: Dağlıq Qarabağ), referida como a Guerra de Libertação de Artsaque (em armênio/arménio:  Արցախյան ազատամարտ, Artsakhyan azatamart) pelos armênios, designa o conflito armado ocorrido entre Fevereiro de 1988 e Maio de 1994, no pequeno enclave étnico do Alto Carabaque no sudoeste do Azerbaijão, opondo a maioria étnica arménia residente no Alto Carabaque apoiada pela República da Arménia à República do Azerbaijão. Com o decurso da guerra, a Arménia e o Azerbaijão, duas antigas repúblicas soviéticas, envolveram-se numa longa e não declarada guerra nos picos montanhosos do Carabaque, face à tentativa do Azerbaijão de dominar o movimento secessionista no Alto Carabaque. O parlamento do enclave tinha votado favoravelmente à sua integração na Arménia e um referendo levado a cabo resultou numa larga maioria da população do Carabaque a manifestar-se a favor da independência do Azerbaijão. A ideia da unificação com a Arménia, que proliferou no final da década de 1980, começou de uma forma relativamente pacífica, contudo, à medida que a desintegração da União Soviética se aproximava, o conflito tornou-se gradualmente mais violento, resultando em acusações de limpeza étnica de parte a parte.
Os confrontos entre etnias estalaram pouco após o parlamento do Alto Carabaque, na altura um oblast autónomo no Azerbaijão, votou favoravelmente à unificação da região com a Arménia a 20 de Fevereiro de 1988. A declaração de secessão do Azerbaijão foi o resultado final de um "longo ressentimento na comunidade arménia do Alto Carabaque contra as sérias limitações à sua liberdade cultural e religiosa pelas autoridades centrais soviéticas e azeris", mas mais importante, de um conflito pela posse do território.
Juntamente com os movimentos secessionistas nas repúblicas bálticas da Estónia, Letónia e Lituânia, os movimentos secessionistas no Cáucaso caracterizaram e desempenharam um papel importante na dissolução da União Soviética. O Azerbaijão declarou-se independente da União Soviética e removeu os poderes detidos pelo governo do enclave, a maioria arménia votou pela independência face ao Azerbaijão, tendo no processo proclamado o enclave como a República do Alto Carabaque (atual República de Artsaque).
O conflito estalou definitivamente no final do Inverno de 1992. A mediação internacional tentada por diversos grupos como a OSCE não conseguiu terminar com o conflito gerando uma solução com que ambos os lados concordassem. Na Primavera de 1993, as forças arménias conquistaram regiões fora do enclave, ameaçando o envolvimento de outros países da região. No final da guerra, em 1994, os arménios controlavam totalmente o enclave, além de uma extensão que ainda controlam de cerca de 9% do território azeri fora do enclave. Cerca de 400 000 arménios do Azerbaijão e 800 000 azeris da Arménia e do Carabaque foram deslocados devido ao conflito. Um tratado de cessar-fogo foi  assinado em Maio de 1994 e conversações de paz, mediadas pelo Grupo de Minsk da OSCE, têm sido mantidas desde então entre a Arménia e o Azerbaijão.

## Antecedentes
O domínio territorial do Alto Carabaque é ainda hoje disputado entre Arménia e Azerbaijão. Chamado de Artsaque pelos arménios, sua história cobre vários séculos, durante os quais esteve sob controlo de diversos impérios. Contudo, o foco do debate é o período posterior à Primeira Guerra Mundial. Pouco após a capitulação do Império Otomano, o Império Russo colapsou em novembro de 1917, passando, assim, para o controlo dos bolcheviques. As três nações do Cáucaso (Arménia, Azerbaijão e Geórgia), anteriormente sob controlo russo, declararam a sua independência formando a Federação Transcaucasiana, que se dissolveu após curtos três meses de existência.

### Guerra Armeno-Azeri
Os confrontos entre a República Democrática da Arménia e a República Democrática do Azerbaijão estalaram de imediato, em três regiões específicas: Naquichevão, Zanguezur (hoje a província arménia de Siunique) e o Carabaque. A Arménia e o Azerbaijão defendiam diferentes limitações fronteiriças nestas três províncias. Os arménios do Carabaque tentaram declarar a independência mas não conseguiram estabelecer contacto com a República da Arménia. Após a derrota do Império Otomano na Primeira Guerra Mundial, tropas britânicas  ocuparam a Transcaucásia em 1919, tendo o comando britânico nomeado provisoriamente Khosrov bey Sultanov (apontado pelo governo azeri) como governador-geral do Carabaque e Zanguezur, enquanto se aguardava que a decisão final emanasse da Conferência de Paz de Paris.

### Integração na União Soviética

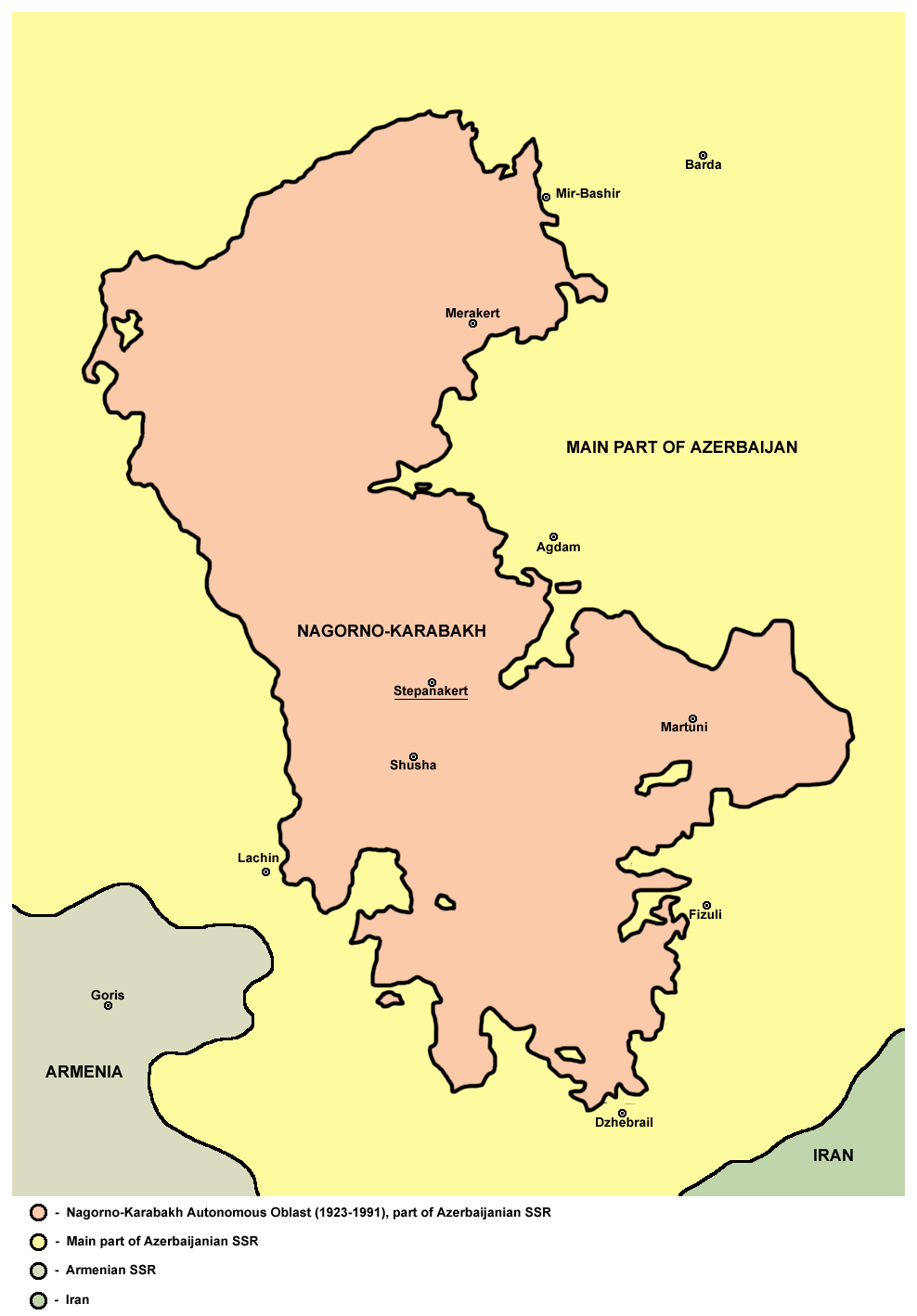
Mapa do Oblast Autônomo de Nagorno-Carabaque.

Dois meses depois, o 11º Exército da União Soviética invadiu o Cáucaso e três anos depois as repúblicas caucasianas formaram a RSFS Transcaucasiana da União Soviética. Os bolcheviques criaram depois um comité de sete membros, o Gabinete do Cáucaso (muitas vezes abreviado para Kavburo), que sob a supervisão do futuro líder da URSS Josef Stalin, o Comissário do Povo para as Nacionalidades (Narkomnats), teve como função tratar dos assuntos no Cáucaso. Apesar de o comité ter votado favoravelmente 4-3 pela integração do Carabaque na recém-criada RSS da Arménia, os protestos levados a cabo pelos líderes azeris, incluindo o líder do Partido Comunista no Azerbaijão Nariman Narimanov, e uma rebelião antissoviética ocorrida na capital arménia Erevã em 1921 azedaram as relações entre a Arménia e a Rússia. Estes fatores levaram o comité a rever a sua posição, atribuindo Carabaque ao Azerbaijão em 1921, tendo depois incorporado o Oblast Autónomo do Alto Carabaque (NKAO) na RSS do Azerbaijão em 1923, sendo 94% da população composta por arménios. A capital foi movida de Shusha para Khankendi, que foi depois renomeada para Stepanakert.
Os académicos arménios e azeris especulam que esta decisão resultou de a Rússia aplicar o princípio de "dividir para conquistar". O que se pode observar, por exemplo, se se atender à estranha colocação do exclave de Naquichevão, que é parte do Azerbaijão embora esteja deste separado pela Arménia. Outros têm argumentado que esta decisão foi um gesto de boa-vontade do governo soviético para manter "boas relações com a Turquia de Atatürk". A Arménia sempre se recusou a reconhecer esta decisão e continuou a protestar a sua legalidade nas décadas seguintes enquanto parte do estado soviético.

## O ressurgimento da questão do Alto Carabaque
Com a eleição de Mikhail Gorbachev como Secretário Geral do PCUS em 1985, começaram a ser implementadas reformas na União Soviética, conhecidas como perestroika e glasnost. A perestroika referia-se à reforma da economia da URSS, e a glasnost concedeu aos cidadãos da URSS uma maior liberdade de opinião, especialmente no sentido em que se podia pela primeira vez criticar abertamente o sistema soviético e os seus líderes. Aproveitando esta abertura, os líderes do Soviete Regional do Carabaque votaram favoravelmente quanto à união desta região autônoma com a Armênia, a 20 de Fevereiro de 1988. Os dirigentes armênios do óblast queixavam-se de a região não ter manuais escolares nem emissões de televisão em armênio, e que o Secretário Geral do Partido Comunista do Azerbaijão Heidar Aliev tinha tentado realizar uma "azerização" da zona, incrementando o número e influência dos azeris que viviam no Alto Carabaque, enquanto em simultâneo reduzia a o número de armênios (em 1987, Aliev resignaria do cargo). Em 1988 a população armênia da zona estava reduzida e compunha apenas aproximadamente três quartos da população total do Carabaque.

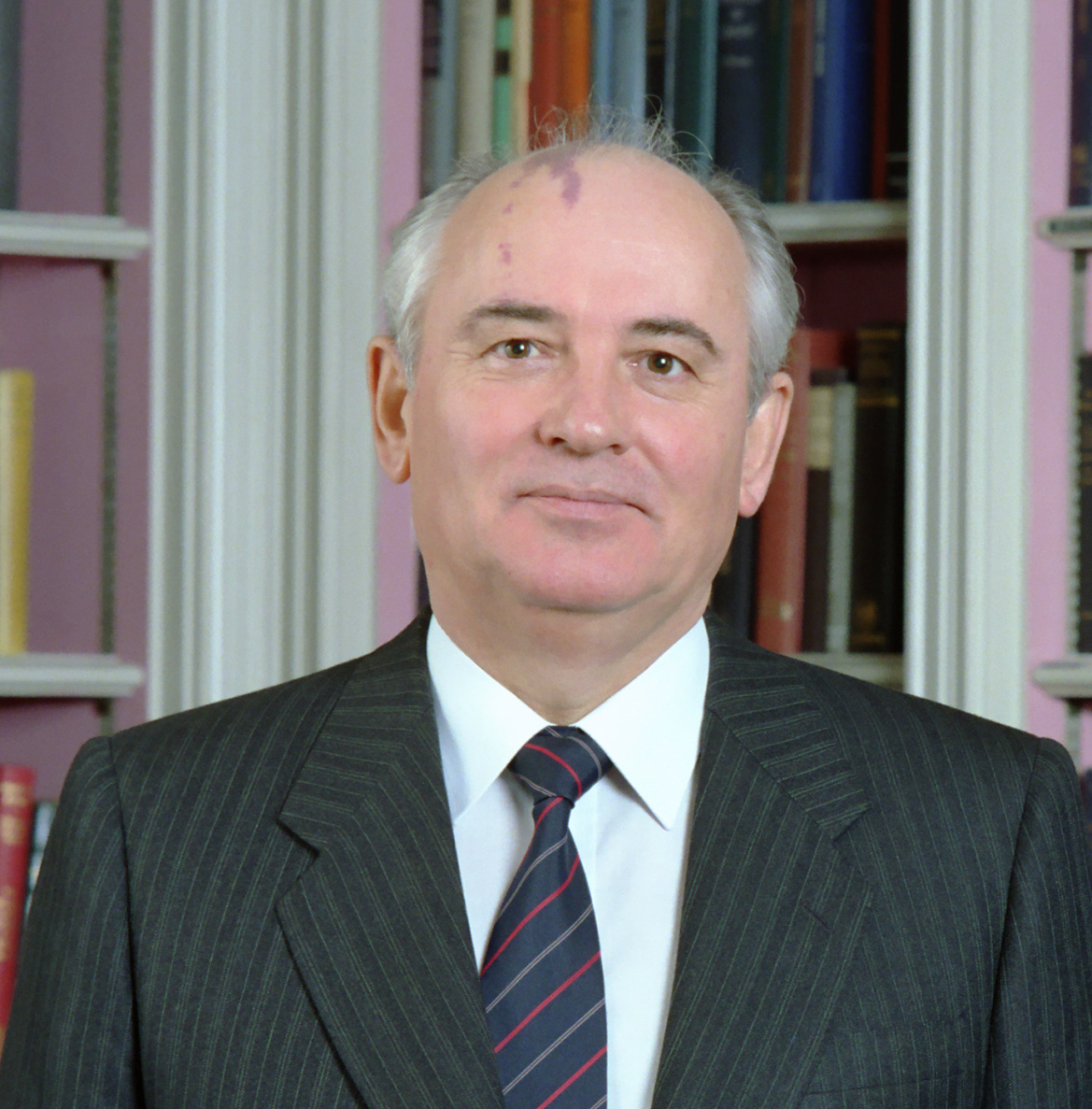
Mikhail Gorbachev em 1987

O movimento pela autonomia sempre foi liderado por figuras populares armênias e também por membros da "intelligentsia" soviética, como o conhecido dissidente e prêmio Nobel da Paz Andrei Sakharov. Antes da declaração de 20 de fevereiro, os armênios começaram a protestar organizando também greves de trabalhadores em Erevã exigindo a unificação com o enclave. Estes protestos foram contestados pelos azeris em termos similares em manifestações realizadas em Baku. Como reação aos protestos, Gorbachev afirmou que as fronteiras entre as repúblicas soviéticas não seriam modificadas, de acordo com o disposto no artigo 78 da Constituição da URSS de 1977. Gorbachev afirmou também que outras nacionalidades e povos do país estavam solicitando alterações territoriais, logo uma nova definição de fronteiras no Alto Carabaque estabeleceria um precedente perigoso. Os armênios contemplaram a decisão 1921 do Kavburo com desdém, considerando por sua vez que os seus esforços pretendiam corrigir um erro histórico baseado no princípio da autodeterminação dos povos, um direito também consagrado na Constituição. Os azeris, por seu lado, consideravam esta pretensão dos armênios como inaceitável, por ser a usurpação de uma parte importante da República e alinharam-se com a posição de Gorbachev.

### Sumgait
Conflitos étnicos estalaram prontamente entre arménios e azeris residentes no Carabaque. A 22 de fevereiro de 1988 nas proximidades da vila de Askeran (no Alto Carabaque, na estrada que liga Agdam a Estepanaquerte), um confronto entre membros destes grupos terminou em violentos incidentes que deixaram cerca de 50 arménios feridos. Durante os combates, um polícia local, supostamente arménio, alvejou mortalmente dois jovens azeris. Dias depois, a 27 do mesmo mês, enquanto falava na televisão central de Baku, o delegado do ministério público soviético Alexander Katusev mencionou a nacionalidade dos feridos.

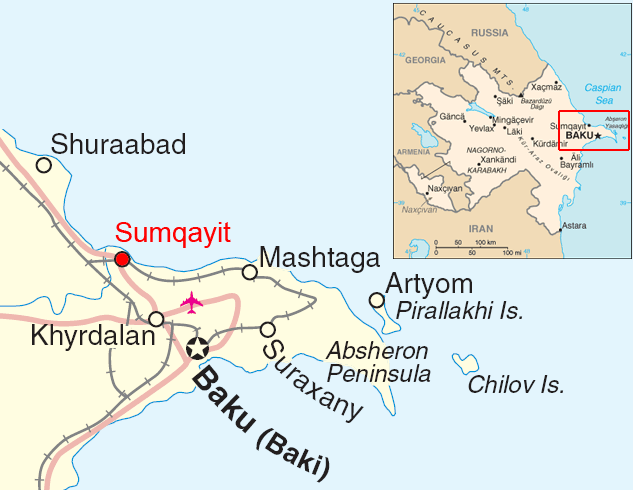
Sumgait (Sumqayit) localiza-se a cerca de 30 quilómetros a noroeste da capital do Azerbaijão Baku, junto ao Mar Cáspio

A confrontação de Askeran foi o prelúdio para os pogroms de Sumgait, onde os ânimos, já exaltados pelas notícias acerca da crise no Carabaque, se exaltaram ainda mais numa série de protestos iniciados a 27 de fevereiro. Falando em comício, refugiados azeris da vila arménia de Ghapan acusaram os arménios de "assassínios e atrocidades incluindo o rapto de mulheres a quem cortaram os seios". Posteriormente provou-se que estas alegações eram falsas e que muitos dos oradores eram afinal agentes provocadores. Poucas horas depois da intervenção, iniciou-se um pogrom dirigido contra os residentes arménios na cidade de Sumgait, situada a 25 quilómetros a norte de Baku, onde residia uma comunidade estimada em 2 000 refugiados azeris provenientes da Arménia. O resultado do pogrom foi a morte de 32 pessoas, de acordo com as estatísticas soviéticas oficiais. Os arménios foram espancados, violados e assassinados nas ruas e apartamentos em que viviam durante três dias de violência que só terminaram quando as forças armadas da União Soviética entraram na cidade e sufocaram o pogrom a 1 de março.
A forma como os arménios foram assassinados provocou grande indignação aos seus compatriotas, que consideraram que o pogrom tinha sido avalizado pelas autoridades soviéticas, tendo em vista a intimidação dos membros do movimento do Alto Carabaque. A violência tornou a aumentar depois dos acontecimentos de Sumgait, até que Gorbachev decidiu finalmente intervir enviando para a Arménia tropas do Ministério do Interior em setembro de 1988. Em outubro do ano seguinte, estimavam-se em mais de 100 as pessoas assassinadas desde que a ideia da unificação tinha nascido em fevereiro de 1988. Todos estes eventos foram esquecidos temporariamente, depois de um grande sismo, conhecido como Sismo de Espitaque, ter assolado as cidades de Leninacã (agora Guiumri) e Espitaque a 7 de dezembro de 1989, provocando a morte a mais de 25 000 pessoas.
As tentativas de Gorbachev para estabilizar a região revelaram-se infrutíferas, já que se depararam com a intransigência de ambos os lados. Os arménios não se conformaram com a promessa do governo central de destinar 400 milhões de rublos para revitalizar a língua arménia, criando livros escolares e um canal de televisão para Carabaque, enquanto os azeris não estavam dispostos a ceder qualquer território à Armenia. Além do mais, os onze membros que compunham o recém-formado Comité do Carabaque (onde se contava o futuro presidente da Arménia Levon Ter-Petrosian) foram detidos por ordem do Kremlin durante o caos que seguiu a terramoto. Estas acções polarizaram as relações entre Moscovo e os arménios, visto estes últimos terem perdido a sua fé em Gorbachev, condenando-o ainda mais pelo seu mau manuseamento da ajuda às vítimas do terramoto e a sua postura de não comprometimento para com o Alto Carabaque.

### Janeiro Negro
A crescente violência interétnica começou a fazer cada vez mais vítimas, o que obrigou a maioria da população azeri residente na Arménia a refugiar-se no seu país, ao mesmo tempo que os arménios residentes no Azerbeijão procediam ao movimento inverso. A escalada do conflito estava tão fora de controlo que os o governo central de Moscovo tomou controlo directo da região em Janeiro de 1989, uma medida que foi recebida com agrado por muitos arménios. No Verão desse ano, os líderes da Frente Popular do Azerbaijão e os seus apoiantes conseguiram que a RSS do Azerbaijão iniciasse um bloqueio aéreo e ferroviário contra a Arménia, o que estrangulou a economia do país, uma vez que 85% da carga e dos bens que chegavam ao país vinham por via férrea, além de isolar Naquichevão totalmente do resto da União Soviética. A interrupção do serviço ferroviário à Arménia foi motivado em parte pelos ataques de militantes deste país contra trabalhadores azeris que entravam no seu território, tendo estes começado a recusar-se a cumprir estes serviços.
Em janeiro de 1990 ocorreu outro pogrom contra arménios em Baku, o que forçou o governo de Gorbachev a declarar o estado de emergência e a enviar as tropas do Ministério do Interior (Ministerstvo Vnutrennikh Del conhecido por MVD) para restabelecer a ordem. Foi estabelecido o toque a recolher (coisa nunca vista na URSS desde a Segunda Guerra Mundial) e ocorriam frequentemente combates violentos entre as forças soviéticas e membros da Frente Popular do Azerbaijão, estes incidentes deixaram como saldo mais de 120 azeris e 8 soldados do MVD mortos em Baku. Contudo, durante este período o Partido Comunista do Azerbaijão tinha caído, sendo a ordem de envio das tropas do MVD mais para manter o partido no poder do que para proteger a população arménia do país. Estes eventos, conhecidos como "Janeiro Negro" delinearam a relação futura entre o Azerbaijão e a Rússia.

### Operação Anel
Na Primavera de 1991 o governo de Gorbachev levou a cabo um referendo em todo o país chamado Tratado da União, com o propósito de decidir se as repúblicas soviéticas se manteriam unidas. O que ocorreu devido ao facto de líderes não comunistas terem sido eleitos em algumas repúblicas soviéticas, destacando-se Boris Yeltsin na Rússia, Levon Ter-Petrosian na Arménia e Ayaz Mütallibov no Azerbaijão, ainda que Gorbachev se tenha mantido como Presidente da União Soviética. O Azerbaijão votou em cumprimento do tratado, enquanto que a Arménia e cinco outras repúblicas boicotaram o referendo, tendo a Arménia organizado o seu próprio referendo e declarado a sua independência da União Soviética a 21 de Setembro de 1991.
Como os arménios e os azeris do Carabaque começaram uma escalada às armas (adquirindo armas armazenadas em depósitos no Carabaque) para auto-defesa, Mütallibov conseguiu o apoio de Gorbachev para realizar uma operação militar conjunta, contando com o Exército Vermelho e a milícia azeri, tendo como objectivo desarmar a milícia arménia. Esta medida, conhecida como "Operação Anel", deportou à força os arménios que habitavam nas vilas da região de Shahumian. Estes actos foram considerados tanto pelos oficiais soviéticos do Kremlin como pelo governo arménio como uma medida intimidatória contra as pretensões da unificação.
Os resultados da operação foram contraproducentes ante o objectivo definido, já que a resistência inicial oferecida pelos arménios inspirou voluntários a sair da Arménia para o Alto Carabaque e reforçou a querença arménia de que a única solução para o conflito era a utilização de forças armadas. O guerrilheiro arménio-americano Monte Melkonian, que estivera envolvido nos grupos revolucionários da década de 1980 e seria depois considerado um dos mais importantes comandantes da guerra, defendeu que o Carabaque devia ser "libertado" e que, se tal não acontecesse, a zona de Siunique seria anexada pelo Azerbaijão, ao que se seguiria o resto da Arménia, concluindo que "a perda de Artsaque poderia ser a perda de toda a Arménia". Velayat Kuliev, um escritor e director-adjunto do Instituto de Literatura do Azerbaijão contradisse estas apreciações, afirmando que "ultimamente os nacionalistas arménios, incluindo algumas personalidades influentes, começaram a falar acerca da Grande Arménia. Não é apenas o Azerbaijão. Eles querem também anexar partes da Geórgia, do Irão e da Turquia".

## Compra de armamento
Quando a desintegração da União Soviética se tornou uma realidade para os cidadãos soviéticos no Outono de 1991, ambas as partes procuraram adquirir as armas localizadas em depósitos nas proximidades do Carabaque, tendo o Azerbaijão inicialmente vantagem. Durante a Guerra Fria a doutrina soviética para defender o Cáucaso tinha estabelecido planos em como a Arménia seria uma zona de combate em caso de uma eventual invasão da OTAN por intermédio da Turquia, membro da organização. Assim, na R.S.S. da Arménia estavam estabelecidas três divisões militares do Exército Vermelho e nenhum aeroporto militar, enquanto na R.S.S. do Azerbaijão se contavam cinco divisões e cinco bases aéreas. Além disso, a Arménia apenas contava com 500 vagões ferroviários de munições, em comparação com os 10 000 existentes na zona azeri.
Com a retirada das forças do MVD, foram deixados a ambos os lados vastos arsenais de munições e uma quantidade de veículos armados. As forças enviadas por Gorbachev três anos antes provinham de diferentes regiões da URSS e não tinham intenção de se manter na região mais tempo. A maioria das unidades era composta por jovens e pobres convocados pelo serviço militar obrigatório, muitos deles simplesmente venderam as suas armas a troco de dinheiro e inclusivamente por vodka a qualquer um dos lados, alguns chegaram a tentar vender tanques e Veículos blindados de transporte de pessoal (APCs). Pela existência de depósitos tão pobremente protegidos, que permitiram um acesso fácil a armas por parte de ambos os lados, foram culpadas e gozadas as políticas de Gorbachev, como as causadoras do conflito. Os azeris adquiriram uma boa quantidade destes veículos, como informou o ministro azeri dos negócios estrangeiros em Novembro de 1993, quando afirmou que se se adquiriram 286 tanques, 842 veículos armados e 386 peças de artilharia aquando do vazio de poder. Diversos mercados negros prosperaram, vendendo-se nestes também armamento proveniente do Ocidente.
Provas posteriores demonstraram que o Azerbaijão contou com apoio militar substancial por parte do Irão, Israel e Turquia, além de numerosos países árabes.  A grande maioria do armamento era de fabrico russo ou de países do bloco oriental. Por outro lado, a diáspora arménia conseguiu doar uma quantidade significativa de dinheiro à Arménia, além de conseguir que o Congresso Federal dos Estados Unidos aprovasse em 1992 um projecto de lei intitulado Secção 907 do Freedom Support Act que condenava o bloqueio azeri à Arménia e proibia toda a ajuda militar ao Azerbaijão. O Azerbaijão susteve inicialmente a teoria de que a Rússia apoiava militarmente a Arménia, mas afirmou-se que "os soldados azeris na região estavam muito melhor apetrechados com equipamento soviético que os seus opositores".
Com a renúncia de Gorbachev à presidência da URSS em 26 de dezembro de 1991, as restantes repúblicas da União, incluindo a Bielorrússia, a Ucrânia e a Rússia declararam-se independentes, o que implicou a dissolução definitiva da União Soviética como estado a 31 de Dezembro de 1991. Com isto desapareceram as barreiras que evitavam que a Arménia e o Azerbaijão entrassem num conflito armado total. Um mês antes, a 21 de Novembro, o parlamento do Azerbaijão revogou o estatuto de oblast autónomo do Alto Carabaque, rebaptizando a sua capital como "Xankandi". Em resposta, a 10 de Dezembro foi levado a cabo um referendo no Carabaque (com o boicote da comunidade azeri da zona), que teve como resultado uma esmagadora vitória do "sim" à independência. A 6 de Janeiro de 1992 a região declara-se independente do Azerbaijão.
A retirada das forças do MVD do Alto Carabaque da região do Cáucaso foi momentânea, já que em Fevereiro de 1992, os antigos estados soviéticos formaram a Comunidade de Estados Independentes (CEI). O Azerbaijão absteve-se de participar, mas a Arménia, temendo uma invasão turca com a escalada do conflito, ingressou na CEI que teria de a proteger devido ao acordo de segurança colectivo. As forças da CEI instalaram-se na zona e estabeleceram um quartel general em Stepanakert, adquirindo um papel mais activo na manutenção da paz, incorporando antigas unidades como o 366º Regimento de Espingardas Motorizado e o 4º Exército Soviético.

## A criação dos exércitos

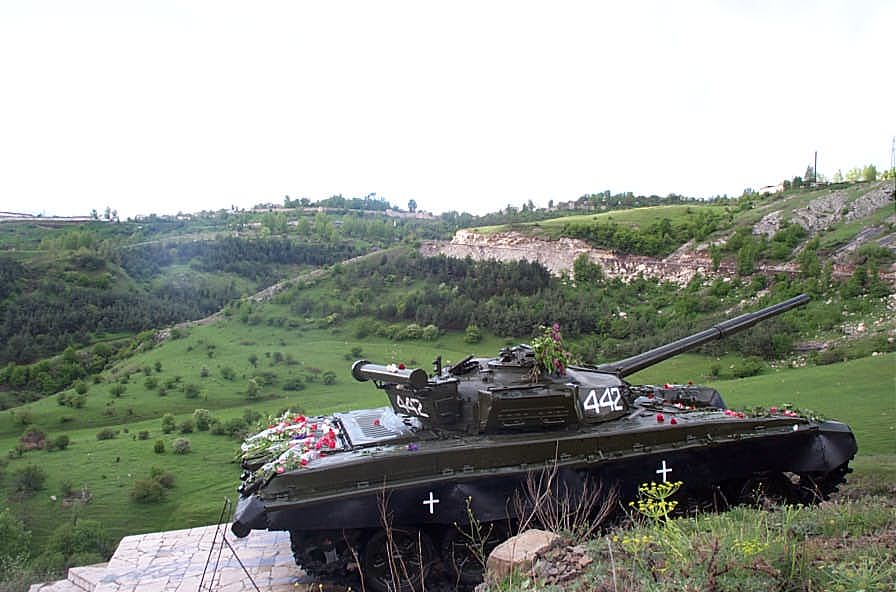
O tanque T-72 restaurado de Gagik Avsharyan permanece como um memorial que comemora a captura de Shusha

Os combates esporádicos entre arménios e azeris intensificaram-se depois da Operação Anel, conduzindo ao recrutamento de milhares de voluntários para formar exércitos improvisados do lado arménio e do lado azeri. Entre os arménios uma canção popular da época comparava e adorava os separatistas a guerrilheiros históricas da causa nacionalista como Andranik Ozanian e Garegin Njdeh, que combateram o Império Otomano no final do século XIX e no início do XX. Além das conscrições governamentais para a população masculina entre os 18 e os 45 anos de idade, muitos arménios ofereceram-se como voluntários em unidades conhecidas como tchokats, destacamentos de cerca de 40 homens, os quais eram agrupados para ficar às ordens de um tenente coronel. Inicialmente, muitas desses homens escolhiam quando e onde servir e agiam de mote próprio, raramente sem cometer erros, quando atacavam ou defendiam terrenos.  A insubordinação directa era comum e muitos soldados simplesmente não apareciam, havendo saques dos pertences dos soldados mortos e roubo de diversos bens, como o diesel dos veículos, para serem vendidos no mercado negro. Muitas mulheres também se alistaram nas forças armadas arménias, mas a sua participação cingiu-se especialmente a papéis auxiliares como a prestação de primeiros socorros e a evacuação de feridos do campo de batalha.
As forças azeris tinham um funcionamento similar, contudo, a sua organização era melhor nos primeiros anos do conflito. O governo do Azerbaijão também realizou recrutamentos maciços e muitos azeris alistaram-se entusiasticamente nos primeiros meses após o colapso soviético. O Exército Nacional do Azerbaijão era composto por cerca de 30 000 indivíduos, a que se juntavam 10 000 pertencentes às forças paramilitares OMON e vários milhares de integrantes da Frente Popular do Azerbaijão. Suret Huseynov um azeri abastado, organizou pessoalmente uma brigada do exército do Azerbaijão (a 709ª), comprando muitas armas e veículos do arsenal da 23ª Divisão Motorizada soviética. A brigada nacionalista turca bozkurt ou Lobos Cinzentos de İsgandar Hamidov também se mobilizou para a contenda. O governo do Azerbaijão também gastou muito dinheiro contratando os serviços de mercenários da zona, utilizando os recursos provenientes da exploração de petróleo dos campos do Mar Cáspio.
Antigas tropas da União Soviética ofereceram-se os seus serviços a ambos os lados, por exemplo, um dos mais destacados oficiais a servir do lado arménio foi o antigo general soviético Anatoly Zinevich, que esteve no Alto Carabaque entre 1992 e 1997, em tarefas de planeamento e implementação de operações de muitas operações das forças arménias. No final do conflito Zinevich detinha o cargo de Chefe do Estado Maior das Forças Armadas do Alto Carabaque.
Estima-se que o pessoal militar e os veículos militares que cada lado envolveu no conflito entre 1993 e 1994 foi:
| País                        | Soldados | Artilharia | Tanques | APCs | AFVs | Aviões de combate |
| --------------------------- | -------- | ---------- | ------- | ---- | ---- | ----------------- |
| República da Arménia        | 20 000   | 170        | 160     | 240  | 200  | -                 |
| República do Alto Carabaque | 20 000   | 16         | 13      | 120  | -    | -                 |
| República do Azerbaijão     | 42 000   | 330        | 280     | 360  | 480  | 170               |

Comparando globalmente, o número de homens elegíveis para o serviço militar na Arménia, na faixa etária dos 17–32, totalizava 550 000, enquanto no Azerbaijão era de 1,3 milhões. A maioria dos homens de ambos os países tinha servido no Exército Soviético e tinha alguma experiência militar antes do conflito. Entre os arménios do Carabaque, cerca de 60% tinham servido no Exército Vermelho. A maioria dos azeris, contudo, era muitas vezes sujeita a discriminação durante o serviço militar sendo relegada para os batalhões de construção em vez de prestar serviço como tropas de combate. Apesar de estarem estabelecidas duas academias de oficiais, incluindo uma escola naval no Azerbaijão, a falta de experiência militar foi um dos factores que marcou o Azerbaijão como não estando preparado para a guerra.

## Primavera de 1992

### Khojaly
Oficialmente a recém-criada República da Arménia negou qualquer envolvimento com o movimento pela secessão do Alto Carabaque, sob a forma de apoio logístico, comida, combustível ou outro. Contudo, Ter-Petrossian admitiu posteriormente o apoio logístico e o pagamento dos salários dos separatistas, mas negou o envio de tropas próprias para o combate. A Arménia enfrentava um bloqueio debilitante por parte da agora República do Azerbaijão além de pressões da vizinha Turquia, que decidiu alinhar do lado do Azerbaijão e estabelecer laços estreitos com este. A única ligação terrestre da Arménia com o Carabaque era através do estreito e montanhoso corredor de Lachin que apenas podia ser alcançado de helicóptero.  O único aeroporto da região situava-se na pequena vila de Khojaly, sete quilómetros a norte de Stepanakert e com uma população estimada de 6 a 10 mil pessoas. Acrescente-se ainda que, Khojaly servia como base de artilharia desde 23 de fevereiro e no final de fevereiro, Khojaly estava bastante isolada, tendo as forças arménias desencadeado uma ofensiva a 26 de fevereiro apoiada por carros de combate da 366ª unidade para capturar a localidade. De acordo com o lado azeri e outras fontes como a Human Rights Watch, a organização de direitos humanos sedeada em Moscovo Memorial e a biografia do líder arménio Monte Melkonian, documentada e publicada pelo seu irmão, depois da captura de Khojaly procederam ao assassinato de várias centenas de civis que fugiam da cidade. As forças arménias tinham previamente afirmado que atacariam a cidade mas deixariam um corredor terrestre para permitir a fuga da população civil da cidade, todavia, quando o ataque começou, as tropas arménias, em maior número que as azeris, facilmente dominaram os defensores, que tentaram retirar juntamente com os civis para norte, para a cidade de Agdam, controlada pelo Azerbaijão. A pista do aeroporto fora intencionalmente destruída, tornando-a temporariamente inútil, após verem isto, as forças atacantes perseguiram os escapados e abriram fogo sobre eles, matando bastantes civis. Enfrentando acusações de grupos internacionais de ter massacrado intencionalmente civis, os oficiais arménios negaram a ocorrência de tal massacre e declararam que o objectivo era apenas silenciar o fogo de artilharia vindo de Khojaly. Uma contagem exacta do número de mortos nunca foi alcançada, mas as estimativas mais conservadoras apontam para 485 enquanto a contagem oficial das autoridades azeris para o número de mortos durante os acontecimentos de 25 e 26 de fevereiro aponta para 613 civis, dos quais 106 seriam mulheres e 83 crianças. A 3 de março de 1992, o Boston Globe reportou que mais de 1 000 pessoas foram assassinadas nos mais de quatro anos de conflito, citando o autarca de Khojaly, Elmar Mamedov, em como existiram ainda 200 desaparecidos, 300 reféns e 200 feridos nos combates. Um relatório publicado 1992 pela organização humanitária Helsinki Watch declarou que o seu inquérito apurou que os OMON azeris e membros "das milícias, ainda em uniforme e alguns ainda com as armas, estavam também junto dos civis massacrados" o que pode ter sido a razão para os disparos arménios sobre eles.

### A captura de Shusha
Na sequência do Massacre de Khojaly, o presidente azeri Ayaz Mutalibov foi forçado a resignar a 6 e março de 1992, devido à pressão da opinião pública após o seu falhanço na protecção e evacuação da população de Khojaly. Nos meses seguintes à captura de Khojaly, os comandantes azeris que aguentavam o último bastião da região, a cidade de Shusha, começaram um bombardeamento de artilharia em grande escala com lança-rockets GRAD contra Stepanakert. Em abril, estes ataques já tinham feito 50 000 refugiados em bunkers subterrâneos e caves. Enfrentando incursões terrestres nas áreas limítrofes da cidade, os líderes militares do Alto Carabaque organizaram uma ofensiva para tomar a cidade. A 8 de maio uma força arménia composta por várias centenas de tropas acompanhadas por tanques e helicópteros atacou a cidadela de Shusha. Combates aguerridos ocorreram nas ruas da vila e algumas centenas de homens morreram de ambos os lados. Esmagado pela força de combate mais numerosa dos arménios, o comandante azeri em Shusha ordenou a retirada, tendo os combates terminado no dia seguinte ao início da ofensiva.
A captura de Shusha teve grande impacto na vizinha Turquia, cujas relações com a Arménia tinham melhorado depois de estar ter declarado a independência da União Soviética, mas viram um novo retrocesso à medida que a Arménia foi conquistando território na região do Alto Carabaque. O grande ressentimento para com a Turquia datava ainda de antes da era Soviética, e esta inimizade provinha em parte do genocídio Arménio. Muitos arménios referiam-se aos azeris como "turcos" por considerarem-nos de etnias próximas. O primeiro-ministro turco, Suleyman Demirel, afirmou ter sido intensamente pressionado pelo seu povo para fazer a Turquia intervir e ajudar o Azerbaijão, contudo, Demirel opôs-se a tal intervenção, referindo que a entrada da Turquia na guerra iria espoletar um conflito ainda maior entre muçulmanos e cristãos, visto a Turquia ter uma larga maioria muçulmana. A Turquia nunca enviou tropas para o Azerbaijão, mas enviou conselheiros e uma quantidade importante de ajuda militar. Em maio de 1992 o comandante militar das forças da CEI, Marechal Yevgeny Shaposhnikov, emitiu um aviso aos países ocidentais, especialmente aos Estados Unidos, para não interferirem no conflito do Cáucaso; afirmando que isso iria "colocar-nos [a Comunidade] à beira de uma Terceira Guerra Mundial e isso não pode ser permitido".
Um contingente checheno, liderado por Shamil Basayev, foi uma das unidades a participar no conflito. De acordo com o Coronel Azer Rustamov do Azerbaijão, em 1992, "centenas de voluntários chechenos deram-nos uma ajuda difícil de avaliar nestas batalhas lideradas por Shamil Basayev e Salman Raduev". Disse-se que Basayev foi um dos últimos guerreiros a abandonar Shusha. Basayev confirmou posteriormente que, durante a sua carreira, ele e o seu batalhão só tinham sido derrotados uma vez e que a derrota ocorreu no Carabaque em confrontos com o "batalhão Dashnak", afirmando também que tirou os seus mujahidin do conflito quando a guerra parecia ser mais por nacionalismo que por religião.

### Selando Lachin
A captura de Lachin permitiu à Arménia o envio de comboios de abastecimento para ajudar os separatistas do Carabaque, ao mesmo tempo que abriu um caminho de fuga para os refugiados arménios evacuarem. O parlamento azeri culpou Mamedov pela perda de Shusha, removendo-o do poder e ilibando Mutalibov de qualquer responsabilidade após a perda de Khojaly; restituindo-lhe os poderes de Presidente a 15 de maio de 1992. Muitos azeris encararam esta acção como um golpe, a que se juntou o cancelamento das eleições para o parlamento marcadas para junho desse ano. O parlamento do Azerbaijão na altura era composto por antigos líderes do país durante o regime comunista e as perdas de Khojaly e Shusha only aumentaram a sua vontade de proceder ao escrutínio.
Contribuindo para este tumulto, as forças arménias lançaram uma ofensiva a 18 de maio para capturarem a cidade de Lachin, situada no estreito corredor que separa a Arménia do Alto Carabaque. A cidade estava mal protegida e no dia seguinte os arménios tomaram controlo da localidade eliminando os azeris restantes, para abrir a estrada que ligava a região à Arménia.
A perda de Lachin foi o golpe final no regime de Mutalibov. Apesar de estarem proibidas, ocorreram manifestações e um golpe armado foi tentado pelos activistas da Frente Popular. Os confrontos entre as forças governamentais e os apoiantes escalaram com a ocupação do parlamento, o aeroporto de Baku e o gabinete presidencial pela oposição. A 16 de Junho de 1992, Abülfaz Elçibay foi eleito líder do Azerbaijão, ao mesmo tempo, vários líderes políticos da Frente Popular do Azerbaijão conquistaram lugares no parlamento. Os instigadores caracterizaram Mutalibov como um líder fraco e pouco dedicado à guerra no Carabaque. Elchibey era completamente contra a aceitação de ajuda dos russos, favorecendo um estreitar de laços com a Turquia.

## Escalada do conflito

### Operação Goranboy
A 12 de junho de 1992, os militares azeris, juntamente com a brigada de Huseynove, juntaram uma grande quantidade de tanques, APCs e helicópteros lançando a Operação Goranboy, uma grande ofensiva de três dias sobre a região, relativamente desprotegida, de Shahumyan, no norte do Alto Carabaque, tendo conseguido recuperar algumas dúzias de localidades anteriormente sob controlo das forças arménias. Uma outra razão para as rápidas conquistas foi o facto de serem muitos os voluntários arménios entre os elementos que compunham os batalhões, tendo entretanto aproveitado a captura de Lachin para abandonar as linhas e tornar ao seu país. A ofensiva instigou o governo da Arménia a ameaçar abertamente o Azerbaijão em como iria intervir e ajudar os separatistas que lutavam no Carabaque.
A ofensiva fez as tropas arménias retirarem para sul em direcção a Stepanakert onde os comandantes do Carabaque planeavam destruir uma barragem hidroeléctrica na região de Martakert caso a ofensiva não fosse parada. Estimam-se em 30 000 os refugiados arménios que foram forçados a fugir para a capital enquanto os atacantes recuperavam aproximadamente metade do Alto Carabaque. Contudo, o avanço dos azeris estacou quando foram rechaçados por helicópteros de combate. Foi afiançado que muitos dos membros do exército azeri que tinham lançado a ofensiva eram russos do 104ª Divisão das forças Aerotransportadas (VDV, Vozdushno-Desantnye Vojska) sediadas fora de Ganja e que, ironicamente, as forças que os pararam também eram unidades da mesma divisão. De acordo com uma fonte oficial do governo arménio, conseguiram persuadir unidades militares russas a efectuar bombardeamentos, acabando por parar o avanço em poucos dias. Com isto, os arménios restabeleceram-se das baixas e organizaram uma contra-ofensiva para repor as fronteiras anteriores.

### Tentativas de mediação de paz
No Verão de 1992, a CSCE (posteriormente denominada Organização para a Segurança e Cooperação na Europa, OSCE), criou o Grupo de Minsk em Helsínquia que incorporava elementos de onze nações, sendo copresidido pela França, a Rússia e os Estados Unidos e tendo como propósito mediar o estabelecimento de um acordo de paz entre as partes em conflito. Contudo, no seu encontro anual de 1992, a organização não conseguiu abordar e resolver os muitos novos problemas aparecidos desde o colapso da União Soviética, menos ainda o conflito do Carabaque. A guerra na Jugoslávia, a guerra da Moldávia com a república de Transnístria, a crescente ambição da independência da Rússia pelos separatistas chechenos, as novas disputas da Geórgia com a Rússia pela Abecásia e a Ossétia do Sul constituíam prioridades na agenda por envolverem disputas étnicas.
A CSCE propôs o recurso a tropas de manutenção da paz da OTAN e da CEI para monitorizar a aplicação dos acordos de cessar-fogo e proteger os carregamentos de ajuda humanitária enviados aos refugiados. Diversos acordos de paz foram postos em prática após a ofensiva de junho, mas a colocação de uma força de paz europeia, apoiada pela Arménia, nunca chegou a acontecer. A ideia de enviar cem observadores internacionais ao Carabaque chegou a ser levantada, mas as conversações entre os líderes arménios e azeris romperam-se completamente em julho. A Rússia estava especialmente contra a presença de uma força multinacional da OTAN no Cáucaso, vendo-a como uma penetração no seu "quintal das traseiras".

### Regresso aos combates
No final de junho uma nova, e menor, ofensiva azeri foi planeada, desta vez tendo como alvo a cidade de Martuni na metade sudeste do Carabaque. A força de ataque era composta por várias dúzias de tanques e veículos de combate complementadas por diversas companhias de infantaria integradas nas frentes de Majgalashen e Jardar, próximas de Martuni e Krasnyi Bazar. O comandante do regimento de Martuni, Monte Melkonian, tratado por "Avo" pelos seus homens, embora desprovido de equipamento pesado, conseguiu afastar as repetidas investidas das forças azeris. No final de agosto de 1992, o governo do Alto Carabaque encontrava-se desorganizado tendo os seus membros resignado a 17 de agosto. O poder foi subsequentemente assumido por um concelho denominado Comité de Defesa do Estado, presidido por Robert Kocharyan, que iria governar temporariamente o enclave até que o conflito terminasse. Ao mesmo tempo, o Azerbaijão também lançou ataques aéreos, bombardeando alvos civis com frequência. Kocharyan condenou aquilo que acreditava serem tentativas intencionais dos azeris para matar civis, e também a alegada passividade da Rússia e a sua atitude despreocupada quanto à venda e transferência do seu material de guerra para o Azerbaijão.

### Abrandamento de Inverno
Ao aproximar-se o Inverno de 1992, ambos os lados se abstiveram de lançar ofensivas em larga escala, para pouparem recursos, como gás e electricidade, para uso doméstico. Apesar da abertura de uma passagem para os residentes no Carabaque, quer a Arménia quer os residentes no enclave sofreram com os bloqueios económicos impostos pelo Azerbaijão, que, apesar de não ter fechado completamente a passagem, acabou por fazer com que a ajuda enviada através da Turquia chegasse esporadicamente.
Vivenciando escassez de energia e alimentos, após o fecho da central nuclear de Metsamor, as perspectivas económicas da Arménia eram sombrias: na Geórgia, novas confrontações com os separatistas da Abecásia e da Ossétia começaram, tendo estes passado a atacar os comboios de mercadorias e destruído repetidas vezes o único oleoduto que ligava a Rússia à Arménia. À semelhança do Inverno de 1991-1992, também o de 1992-1993 foi especialmente frio, havendo bastantes famílias na Arménia e o Carabaque sem aquecimento e água quente.
Outros bens, como cereais eram mais difíceis de encontrar. A diáspora arménia angariou dinheiro e doou mantimentos para a Arménia. Em dezembro, dois carregamentos de 33 000 toneladas de cereais e 150 toneladas de leite para bebés chegaram dos Estados Unidos através do Mar Negro, ao porto de Batumi, na Geórgia. Em fevereiro de 1993, a Comunidade Europeia enviou 4,5 milhões de ECUs para a Arménia, enquanto o vizinho Irão também auxiliou a Arménia economicamente fornecendo energia e electricidade. A postura de Elchibey contra o Irão e as suas declarações quanto à unificação com a minoria azeri no Irão romperam as relações entre os países.
Os azeris deslocados internamente e os refugiados internacionais foram forçados a viver em campos provisórios criados pelos governos do Azerbaijão e do Irão. A Cruz Vermelha também distribuiu mantas aos azeris e notou que em dezembro, os refugiados já tinham disponível comida suficiente para a sua alimentação. O Azerbaijão também lurou para reabilitar a sua indústria petroquímica, a principal exportação do país. As suas refinarias não estavam a funcionar à capacidade máxima e as quotas de produção ficaram aquém das estimativas. Em 1965, os campos de petróleo de Baku produziam 21,5 milhões de toneladas de petróleo anualmente, enquanto 1988 o número estava reduzido a quase 3,3 milhões. O equipamento desactualizado das refinarias soviéticas e a relutância das companhias petrolíferas em investir numa zona de guerra em que os oleodutos eram destruídos rotineiramente impediram o Azerbiajão de explorar ao máximo esta sua riqueza.

## Verão de 1993

### Conflitos internos
Apesar do Inverno duro que ambos os países viveram, o ano novo foi acolhido com entusiasmo por ambos os lados. O presidente Elchibey expressou optimismo tendo em vista uma solução por mútuo acordo com o seu homólogo Ter-Petrossian, mas ainda em Janeiro de 1993 os vislumbres desta esperança esfumaram-se por completo, apesar dos apelos a um novo cessar-fogo feitos Boris Yeltsin e George H. W. Bush, assim que as hostilidades na região se reacenderam. As forças arménias começaram um novo conjunto de ofensivas que conseguiram recuperar povoações no norte do Carabaque detidas pelos azeris desde o Outono anterior.
A frustração por estas derrotas militares saiu cara à frente doméstica no Azerbaijão, com os militares a ficarem mais desesperados e o ministro da defesa Gaziev e a brigada de Huseynov a pedirem ajuda russa, uma medida que ia contra as políticas de Elchibey classificável como insubordinação. Os confrontos e discussões políticas entre o ministro do interior, İsgandar Hamidov, e Gaziev  sobre qual a zona para onde deviam ser enviadas as forças militares levaram à resignação deste último a 20 de fevereiro. Também na Arménia aconteceu uma reorganização política, quando Ter-Petrossian demitiu o primeiro-ministro, Khosrov Arutyunyan e o seu governo por terem falhado na implementação de um plano económico viável para o país, o que gerou protestos entre os arménios contra a liderança de Ter-Petrossian que foram suprimidos e silenciados.

### Kelbajar
Na zona oeste do norte do Carabaque, mas fora das fronteiras da região, estava o rayon de Kelbajar que era adjacente à Arménia. Com uma população de aproximadamente 45 mil pessoas, compostas por azeris e curdos vivendo em algumas dezenas de aldeias. Em março de 1993, houve notícias de que as áreas sob domínio arménio junto do reservatório de Sarsang em Mardakert estavam a ser atacadas por azeris. Depois de terem defendido com sucesso a região de Martuni, as tropas de Melkonian foram incubidas de dominar a região de Kelbajar, de onde as incursões e a artilharia tinham sido enviadas segundo as informações disponíveis.
A ofensiva provocou um rancor internacional contra o governo arménio, o que marcou esta primeira movimentação das tropas arménias fora das fronteiras do enclave para o interior do território do Azerbaijão. A 30 de Abril, o Conselho de Segurança das Nações Unidas (CSNU) aprovou a Resolução 822, proposta pela Turquia e pelo Paquistão, afirmando que o Alto Carabaque era parte integrante do território azeri, devendo as forças arménias retirarem-se de Kelbajar.
As repercussões políticas também foram sentidas no Azerbaijão quando Huseynov embarcou na sua "marcha a Baku" de Ganje. Frustrado com Elchibey, que considerava incompetente na forma como estava a lidar com o conflito, e despromovido da patente de coronel, a sua brigada avançou até Baku para destituir o presidente no início de junho. Elchibey demitiu-se do cargo a 18 de Junho e o poder foi assumido pelo então membro do parlamento Heydar Aliyev. A 1 de julho, Huseynov foi nomeado primeiro-ministro do Azerbaijão.

### Aguedame, Fizuli, Jebrail e Zanguelã caem
Com o povo azeri ainda a costumar-se à sua nova liderança política, muitos arménios tentavam lidar com a morte de Melkonian, que fora morto a 12 de junho numa escaramuça perto de Merzuli, com o acontecimento a ser lamentado publicamente a nível nacional em Erevan. As forças arménias exploraram a crise política em Baku, que deixara a frente do Carabaque quase desprotegida, nos quatro meses seguintes, período de instabilidade política no Azerbaijão, foram perdidos cinco distritos, bem como o controlo do norte do Alto Carabaque. As forças armadas arménias foram incapazes de estabelecer uma resistência forte contra o avanço arménio e deixaram a maioria das áreas sem confrontos sérios. No final de Junho, os azeris foram expulsos de Martakert, perdendo o último território dentro do enclave, enquanto que em Julho, as forças arménias se preparavam para atacar e capturar a região de Agdam, um rayon fronteiro, afirmando que pretendiam reforçar uma zona de segurança que mantivesse a artilharia azeri fora de alcance.
A 4 de julho, os arménios começaram um bombardeamento de artilharia contra Agdam, destruindo várias partes da capital da região, pelo que soldados e civis começaram a evacuar a localidade. Enfrentando o colapso militar, Aliev tentou alcançar um acordo com o governo de facto do Carabaque e com o grupo de Minsk. A meio de agosto, os arménios Armenians juntaram uma força que conquistou as regiões azeris de Fizuli e Jabrayil, a sul do enclave.
Devido ao avanço dos arménios no Azerbaijão, o primeiro-ministro turco, Tansu Çiller, avisou o governo arménio de que não devia atacar Naquichevão e exigiu a retirada destes do território azeri. No início de Setembro milhares de tropas turcas foram enviadas para a fronteira com a Arménia, com as forças da Federação Russa na Arménia a contrariarem os seus movimentos, e assim afastando a possibilidade de a Turquia poder vir a tomar um papel militar no conflito.
No início de Setembro, as forças azeris estavam em completo desalinho, com muitas as armas pesadas que tinham recebido e comprado aos russos inoperacionais ou abandonadas durante as batalhas, e com a captura pelos arménios de dezenas de tanques e armamento ligeiro, desde a ofensiva de Junho de 1992. Outros sinais do desespero do Azerbaijão incluem o recrutamento de 1 000 a 1 500 afegãos e mujahidin árabes do Afeganistão, por Aliev. O governo do Azerbaijão negou esta afirmação, mas correspondência e fotografias das tropes arménias indicam o contrário. As tentativas dos azeris para recrutar tropas entre as suas minorias lezgin e talysh encontraram forte resistência. Outras fontes externas de ajuda chegaram do Paquistão e da Chechénia, incluindo o guerrilheiro Shamil Basayev. A MEGA OIL, uma companhia petrolífera sedeada nos EUA contratou vários formadores militares estadunidenses como pré-requisito para adquirir os direitos de exploração dos campos de petróleo do Azerbaijão.

## Confrontos de 1993–1994

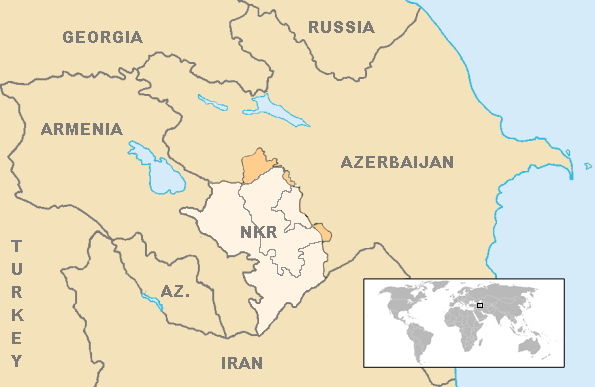
Fronteiras finais do conflito após a assinatura do cessar-fogo de 1994. As forças arménias do Alto Carabaque controlam presentemente quase 9% do território azeri fora do previamente designado Oblast Autónomo do Alto Carabaque. Por outro lado, as forças azeris, controlam Shahumian e a parte leste de Martakert e Martuni

Em outubro de 1993, Aliev foi formalmente eleito presidente e prometeu trazer ordem social ao país além da reconquista das regiões perdidas, ainda no mesmo mês o Azerbaijão aderiu à CEI. O Inverno deste ano foi semelhante ao ano anterior, com ambos os lados a procurarem mantimentos e lenha com meses de antecedência. As resoluções 874 e 884 do CSNU foram aprovadas em outubro e novembro voltando a incidir nos mesmos pontos das duas anteriores, e reconhecendo o Alto Carabaque como uma parte no conflito.
No início de janeiro, as forças azeris e as guerrilhas afegãs recapturaram parte do distrito de Fizuli, incluindo a junção ferroviária de Horadiz na fronteira com o Irão, mas não conseguiram reconquistar a localidade de Fizuli. A 10 de janeiro de 1994, os azeris atacaram a região de Mardakert numa tentativa de reconquistar a zona norte do enclave. Esta ofensiva conseguiu avançar e recuperar diversas partes do Carabaque a norte e a sul mas foi travada rapidamente. A República da Arménia começou a enviar tropas de conscrições, do exército regular e do Ministério do Interior para parar a progressão azeri no Carabaque. Para reforçar as fileiras do seu exército, o governo arménio emitiu um decreto convocando homens até aos 45 anos de idade por três meses, e recorreu a acções de busca para alistar recrutas. Vários soldados do exército arménio no activo foram capturados pelas forças do Azerbaijão.
As ofensivas azeris tornaram-se cada vez mais desesperadas, com jovens de 16 anos e praticamente sem treino foram recrutados e tomaram parte em ineficazes ondas humanas, uma táctica aplicada pelo Irão durante a Guerra Irão-Iraque. Duas ofensivas deste tipo ocorreram no Inverno causando a morte a 5 000 azeris, além de algumas centenas de arménios. A principal ofensiva azeri procurava recapturar o distrito de Khelbajar, para ameaçar o corredor de Lachin, tendo conseguido vencer a pouca resistência inicial e capturar o passo de Omar, mas quando as forças arménias reagiram os azeris foram copiosamente derrotados, naqueles que foram os combates mais sangrentos de toda a guerra. Várias brigadas azeris ficaram isoladas quando os arménios reconquistaram o passo de Omar, tendo sido depois cercadas e abatidas.
A base política no Azerbaijão alterou-se diversas vezes, com vários soldados arménios no Carabaque a relatarem que os azeris estavam desmoralizados, não tendo claras as razões da guerra e não estando empenhados em travá-la. O professor russo Georgiy I. Mirsky também apoia este ponto de vista, afirmando que "o Carabaque não interessa tanto aos azeris quanto aos arménios. Provavelmente, é por isso que os jovens voluntários da Arménia têm muito mais vontade de lutar e morrer pelo Carabaque do que os do Azerbaijão". Esta realidade foi descrita por um jornalista que notou que "Em Stepanakert, é impossível encontrar um homem capaz – seja voluntário da Arménia ou residente local - sem uniforme. [Enquanto] no Azerbaijão, homens com idade para serem recrutados frequentam cafés". Andrei Sakharov também concordava com esta visão, proferindo a famosa declaração "Para o Azerbaijão o assunto do Carabaque é uma questão de ambição, para os arménios do Carabaque, é uma questão de vida ou morte."

### Cessar-fogo de 1994
Seis anos passados desde o início dos combates, ambos os lados estavam preparados para um cessar-fogo, e as vias diplomáticas intensificaram a sua acção no mês de Maio. O Azerbaijão, tinha esgotado praticamente todo o seu poderio e confiava que um cessar-fogo fosse posto em discussão, fosse pela CSCE ou pela Rússia, uma vez que os comandantes arménios asseveravam ter o caminho desimpedido até Baku. As batalhas finais do conflito ocorreram próximo de Shahumyan, e consistiram numa série de breves lutas em Gulistan.
A 16 de Maio, os líderes da Arménia, Azerbaijão, Alto Carabaque e Rússia encontraram-se em Moscovo para assinarem uma trégua, que iria efectivamente resultar numa interrupção das hostilidades. No Azerbaijão, muitos saudaram o fim dos combates, enquanto outros sentiam que o contingente de tropas de manutenção da paz a permanecer temporariamente na área não devia ser de origem russa. Confrontos esporádicos continuaram em algumas partes da região, mas ambos os lados se afirmaram comprometidos em honrar o cessar-fogo.

## Violência e mediação pós-cessar-fogo

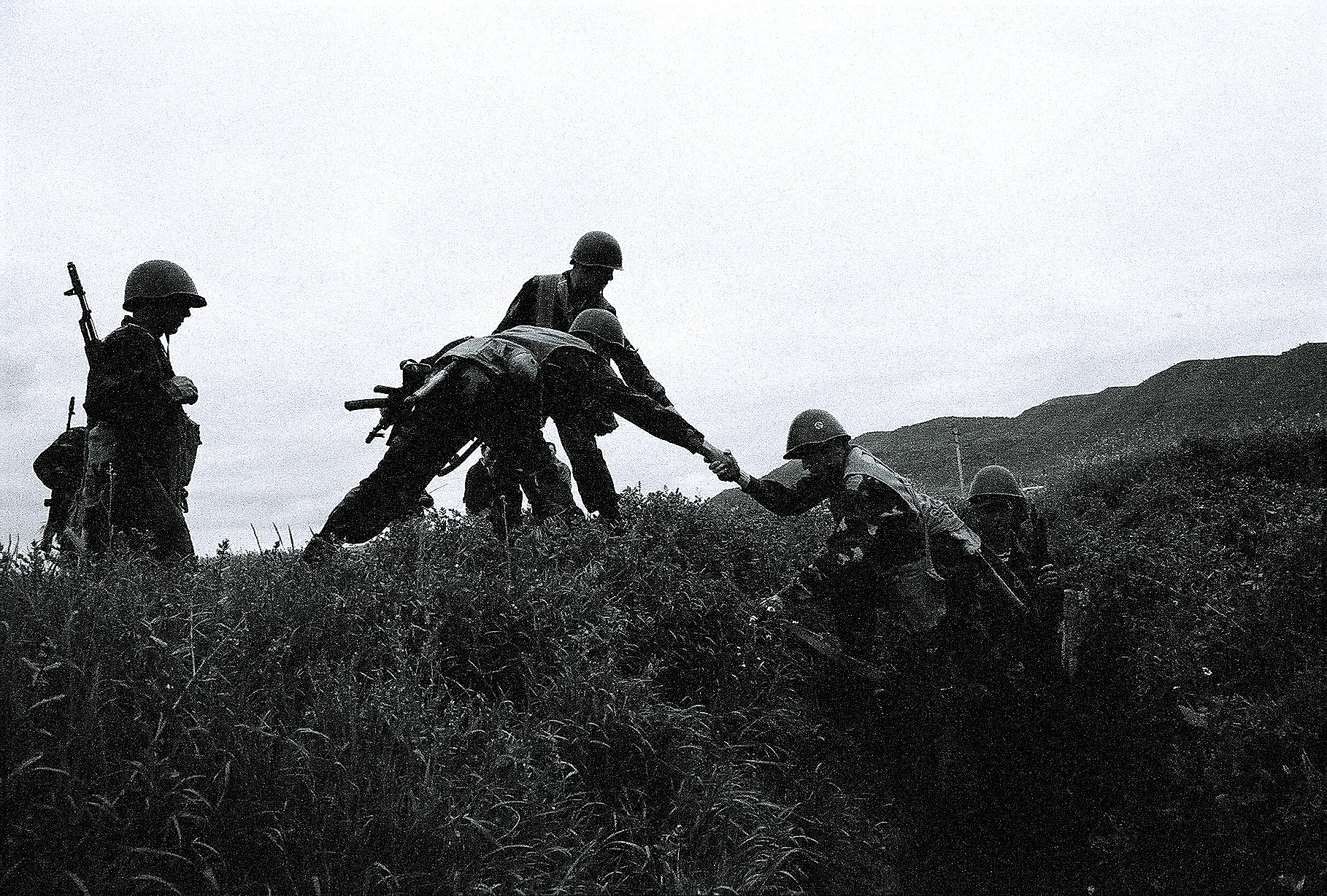
Soldados do 8º regimento do Alto Carabaque içam-se para fora de uma trincheira durante exercícios na frente de Agdam, localizada no leste de Agdam

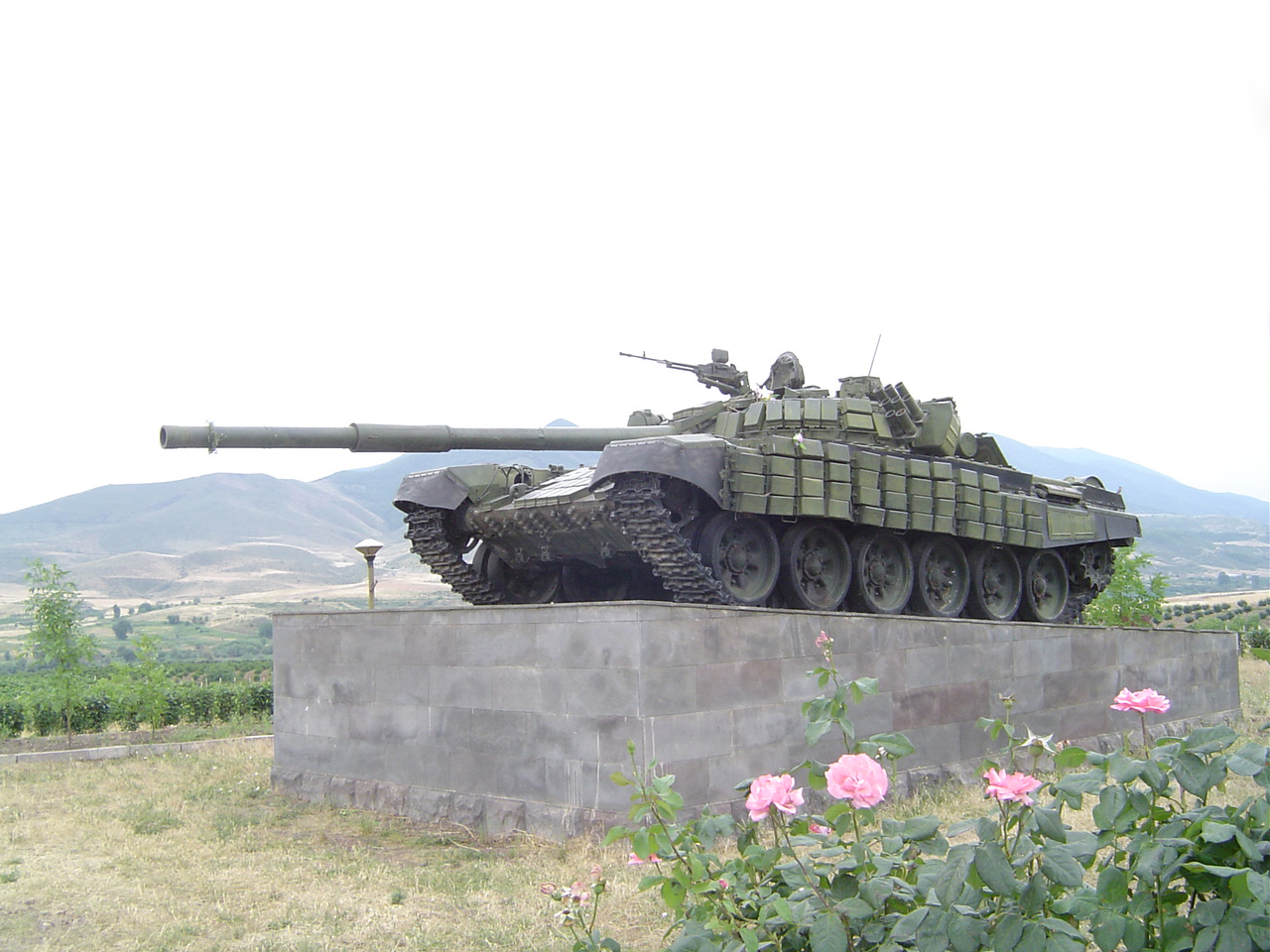
Memorial de um tanque T-72 situado próximo de Askeran

Actualmente, o conflito do Alto Carabaque é um dos vários conflitos originados após o colapso da União Soviética e actualmente interrompidos, juntamente com as regiões separatistas da Geórgia, a Abecásia e a Ossétia do Sul, e dos problemas entre a Moldávia e a Transnístria. o Carabaque permanece sob jurisdição do governo da não reconhecida, mas independente de facto, República de Artsaque, e mantém o seu próprio exército, o  Exército de Defesa de Artsaque.
Contrariamente aos relatos da comunicação social, que permanentemente mencionava as religiões de ambos os povos, os aspectos religiosos nunca tiveram significado, nem como casus belli adicional, e permaneceu primariamente uma disputa de território e direitos humanos dos arménios no Carabaque. Desde 1995 que os elementos do Grupo de Minsk têm vindo a mediar as discussões entre os governos da Arménia e do Azerbaijão para se chegar a numa nova solução. Numerosas propostas têm sido feitas, tendo como base a existência de cedências de ambos os lados. Uma das propostas estipulava que as forças arménias retirassem das sete regiões que rodeiam o Carabaque, com o Azerbaijão a partilhar alguns das suas mais-valias económicas, incluindo os lucros de um oleoduto a ligar Baku à Turquia através da Arménia. Outras propostas também referem a concessão de maior autonomia pelo Azerbaijão ao enclave, já muito próxima da independência. A Arménia tem sido alvo de pressão, ao ser excluída dos grandes projectos económicos em curso na região, incluindo o Oleoduto Baku-Tbilisi-Ceyhan e a ferrovia de Carse-Tiblíssi-Bacu.
A maioria das propostas de autonomia tem sido rejeitada pelos próprios arménios, que consideram que este elemento não é negociável. Da mesma forma, os azeris têm-se recusado a deixar o assunto passar e regularmente ameaçam com o retomar das hostilidades. A 30 de Março de 1998, Robert Kocharyan foi eleito presidente e continuou a rejeitar os pedidos para se acordar um fim para o conflito. Em 2001, Kocharyan e Aliev encontraram-se em Key West, na Flórida, para discutir os problemas em questão e, apesar de vários diplomatas ocidentais exprimirem optimismo, a oposição crescente em ambos os países contra a cedência de concessões ao oponente diluiu as esperanças de uma resolução pacífica.
No total o conflito gerou quase um milhão de refugiados, com 400 000 arménios habitantes do Azerbaijão a deslocarem-se para a Arménia ou Rússia, e outros 30 000 a chegarem do Carabaque.  Muitos dos que deixaram o Carabaque regressaram após o fim da guerra. Estimam-se em 800 000 os azeris deslocados devido aos combates, incluindo os oriundos da Arménia e do enclave. Vários outros grupos étnicos vivendo no Carabaque foram também forçados a habitar em campos de refugiados construídos pelos governos azeri e iraniano. Apesar de se afirmar frequentemente que os arménios controlam 20% ou até 40% do território azeri, os números estimados, contabilizando o exclave de Naquichevão, variam entre 13,62% e 14% (reduzindo-se a 9% se o Alto Carabaque for excluído).
É ainda atribuído ao rancor da guerra o assassínio a golpes de machado do militar arménio Gurgen Markaryan, em Fevereiro de 2004, pelo azeri Ramil Safarov, num seminário de treino da NATO em Budapeste, capital da Hungria. A inimizade azeri contra tudo o que seja conotado com a Arménia levou à destruição de milhares de pedras funerárias medievais, conhecidas como khatchkars, em cemitérios de Julfa, Naquichevão. Esta destruição foi temporariamente travada quando descoberta, em 1998, mas prosseguiu até à destruição total em 2005. O Azerbaijão tem comparado o controlo arménio da região à ocupação nazi da União Soviética durante a Segunda Guerra Mundial.

## Actualidade

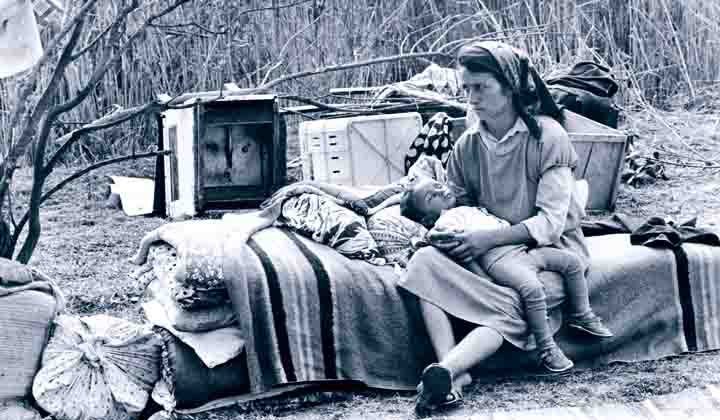
Refugiados azeris do Alto Carabaque

No início de 2008, as tensões entre a Arménia, a República do Alto Carabaque e o Azerbaijão deterioraram-se ainda mais. Na frente diplomática, o presidente Ilham Aliyev voltou a repetir declarações belicosas, em como o Azerbaijão iria recorrer à força, se necessário, para voltar a controlar o território; coincidentemente, os tiroteios ao longo da linha de fronteira aumentaram. A violação mais flagrante do cessar-fogo ocorreu no dia seguinte às declarações de Aliyev, com dezasseis soldados a serem mortos e ambos os lados a acusarem-se mutuamente de terem iniciado os combates. Adicionalmente, o uso de artilharia nos confrontos mais recentes marca um aumentar da violência, que até então envolvia apenas tiros de snipers ou rajadas de metralhadora.
Em 2008, o Moscow Defense Brief opinou que devido ao aumentar das despesas militares do Azerbaijão, – que se tem reflectido num forte rearmamento das forças armadas azeris – o balanço militar aparenta estar a mudar em favor do Azerbaijão. "… A tendência global está claramente a favor do Azerbaijão, e parece que a Arménia não será capaz de sustentar uma corrida ao armamento com a economia alimentada a petróleo do Azerbaijão. Isto pode levar à desestabilização do conflito latente entre estes dois estados," escreveu-se no jornal.

## Guerra aérea
A guerra aérea no Carabaque envolveu sobretudo caças e helicópteros de ataque. Durante a guerra ambos os lados usaram os helicópteros de transporte Mi-8 e o seu semelhante Mi-17. A força aérea activa da Arménia era composta por apenas dois Su-25 bombardeiros de apoio terrestre, um dos quais foi abatido por fogo amigo, estavam ainda na posse de alguns Su-22 e Su-17s, contudo, estes aviões envelhecidos tiveram um papel secundário durante o decorrer da guerra.
A força aérea do Azerbaijão era composta por 45 aviões de combate, que eram frequentemente pilotados por mercenários experientes vindos da Rússia e da Ucrânia, formados no exército da União Soviética. Estes voavam sobre o Carabaque com jactos sofisticados como o Mig-25 e o Sukhoi Su-24, além de caças-bombardeiros mais antigos como o Mig-21, bombardeando Stepanakert deslocando do Azerbaijão, tendo sido pagos salários mensais de 5 000 rublo soviético.
Estes pilotos, à semelhança do que acontecera com os homens do ministério do interior soviético no início do conflito, também eram pobres que aceitaram o trabalho para sustentar as suas famílias, mas estavam sujeitos a ser executados pelos arménios se abatidos. Vários foram alvejados pelas forces arménias ao sobrevoarem a cidade e, de acordo com um dos comandantes dos pilotos, com ajuda dos russos. A construção do sistema de defesa diminuiu a capacidade dos azeris de levarem a cabo mais ataques aéreos. O helicóptero de ataque mais usado por ambos os lados foi o Mil Mi-24 Krokodil de fabrico soviético.

## Má conduta
Por terem emergido do colapso da URSS e cedo terem iniciado os combates, apenas a meio de 1993 a Arménia e o Azerbaijão se tornaram signatários de acordos importantes do direito internacional, como a Convenção de Genebra. Os três governos envolvidos, incluindo o do Alto Carabaque, acusavam-se regularmente de cometerem atrocidades, o que por vezes se conseguiu confirmar por meio de outras fontes, como organizações de direitos humanos ou meios de comunicação social independentes. O massacre de Khojaly, por exemplo, foi confirmado pela Human Rights Watch e pela Memorial, enquanto o que ficou conhecido como massacre de Maraghar foi inicialmente denunciado pela organização de direitos humanos sedeada no Reino Unido Christian Solidarity Worldwide em 1992. O Azerbaijão foi também criticado pelos bombardeamentos aéreos em zonas civis densamente povoadas.
A falta de regulamentação internacional a que ambos os lados obedecessem impediu que muitos dos comportamentos verificados pudessem ser classificados como crimes de guerra. Pilhagens e mutilações de soldados mortos (partes do corpo como orelhas eram trazidas da frente e guardadas como recordações da guerra) eram comummente reportadas e motivo de regozijo durante as fileiras. Outra prática habitual não entre os militares mas entre os civis, era a troca de prisioneiros entre arménios e azeris. Quando o contacto entre o soldado ou o membro da milícia e a sua família era perdido, a própria família tomava a cargo a tarefa de organizar a troca, capturando um soldado da linha de batalha e mantendo-o em local recôndito da sua casa. Yo'av Karny jornalista do New York Times observou que esta prática era tão antiga "quando a ocupação da terra pelas pessoas".
Após o termo da guerra os contendores acusaram-se mutuamente de manterem cativos. O Azerbaijão assegurou que a Arménia retinha 5 000 prisioneiros azeris, enquanto os arménios asseveraram que os azeris detinham ainda 600 prisioneiros. O grupo Helsinki Initiative 92, investigou duas prisões em Shusha e Stepanakert após o fim da guerra, mas concluiu que já lá não existiam prisioneiros-de-guerra, uma investigação similar obteve o mesmo resultado quando procurou arménios trabalhando em pedreiras no Azerbaijão.